# Oyem
Oyem är huvudstad i provinsen Woleu-Ntem i Gabon. Staden hade 60 685 invånare år 2013.